# František Závorka
František Závorka (18. října 1911, Příbram – 16. ledna 1943, Rovensko pod Troskami) byl československý voják a velitel výsadkové skupiny Antimony.

## Život

### Mládí
Narodil se 18. října 1911 v Příbrami. Otec František pracoval jako úředník u C. k. státních drah, matka Anastázie, za svobodna Jezlová byla v domácnosti. Po vzniku Československa a vytvoření ČSD byl otec přeložen na Slovensko a jmenován přednostou železniční stanice v Kremnici. Tam navštěvoval obecnou školu a gymnázium. V roce 1931 sice nastoupil na studium Právnické fakulty UK v Praze, ale po roce studia přerušil a nastoupil základní vojenskou službu.

### Vojenská služba
Odeslán byl k 109 dělostřeleckému pluku v Bratislavě, kde také absolvoval školu pro záložní důstojníky. Postupně byl povyšován; 1. června 1933 byl již v hodnosti desátníka-aspiranta přeložen ke spojovací četě. Poté byl povýšen na četaře a 1. dubna 1934 byl již v hodnosti podporučíka dělostřelectva přeložen do zálohy. Na vlastní žádost pokračoval v činné službě. Zároveň se přihlásil ke studiu na Vojenské akademii v Hranicích. Tu ukončil 1. srpna 1937 a v hodnosti poručíka dělostřelectva byl přeložen do Šamorína k 83. odloučenému dělostřeleckému oddílu.
V březnu 1939, po rozpadu Česko-Slovenska a německé okupaci byl propuštěn ze služby. Odešel do Písku a začal pracovat jako úředník.

### V exilu
6. února 1940 se vydal přes Slovensko, Maďarsko, Řecko, Turecko a Sýrii do Francie. Tam dorazil 4. dubna a byl prezentován v Agde a zařazen do čs. zahraniční armády k 1. dělostřeleckému pluku. Bojů o Francii se nezúčastnil.
7. července 1940 byl evakuován do Anglie. Zařazen byl k 1. dělostřeleckému oddílu. 28. října 1940 byl povýšen na nadporučíka. V létě 1941 byl vybrán k výcviku pro plnění zvláštních úkolů. Od 21. února do 21. března 1942 prodělal základní sabotážní kurz a paravýcvik. Od 27. července do 21. září 1942 prodělal kurzy střelecký, konspirační, průmyslové sabotáže a radiomanipulační kurz. Po návratu na čs. výcvikovou stanici byl jmenován velitelem výsadkové skupiny Antimony.

### Nasazení
Společně se Srazilem a Jasínkem byl vysazen u Kopidlna na Jičínsku. Podařilo se mu navázat kontakt s doc. Vladimírem Krajinou, posledním vedoucím činitelem ÚVODu. Následně se s ostatními skrýval v Rovensku pod Troskami. Zde byl kvůli Karlu Čurdovi a dalším konfidentům gestapa odhalen. Při pokusu o zatčení požil jed a na následky otravy přes poskytnutou lékařskou pomoc zemřel. Svou sebevraždou uchránil Rovensko před osudem Lidic.

### Po válce
3. září 1945 byl povýšen na kapitána dělostřelectva in memoriam. 5. května 1946 byla na radnici v Rovensku pod Troskami odhalena pamětní deska s jeho jménem.

## Připomínky
- V Rovensku pod Troskami na náměstí Prof. Prof. Drahoňovského 1 je na budově městského úřadu pamětní deska s nápisem: "DNE 16. LEDNA 1943 DOBROVOLNĚ OBĚTOVALI SVÉ ŽIVOTY ZA VLAST PARAŠUTISTÉ MAJOR FRANTIŠEK ZÁVORKA Z PÍSKU A PODPORUČÍK LUBOMÍR  JASÍNEK Z PŘEROVA. TITO HRDINOVÉ ZACHRÁNILI TAK I MĚSTO ROVENSKO POD TROSKAMI, JEŽ MĚL STIHNOUT OSUD LIDIC A LEŽÁKŮ."[2]
- V Rovensku pod Troskami na náměstí Prof. Prof. Drahoňovského 84 je umístěna pamětní deska 84 s nápisem: "V TOMTO DOMĚ ZEMŘELI DOBROVOLNOU HRDINNOU SMRTÍ DNE 16. LEDNA 1943 PARAŠUTISTÉ MAJOR FRANTIŠEK ZÁVORKA Z PÍSKU A NADPORUČÍK LUBOMÍR JASÍNEK Z PŘEROVA OBĚTUJÍCE SVOJE MLADÉ ŽIVOTY ZA SVOBODU ČESKOSLOVENSKÉHO NÁRODA."[3]
- V Rovensku pod Troskami, Na Týně, u kostela sv. Václava se nachází pomník OBĚTEM FAŠISMU A VÁLKY se jmény Františka Závorky a Lubomíra Jasínka.[4]

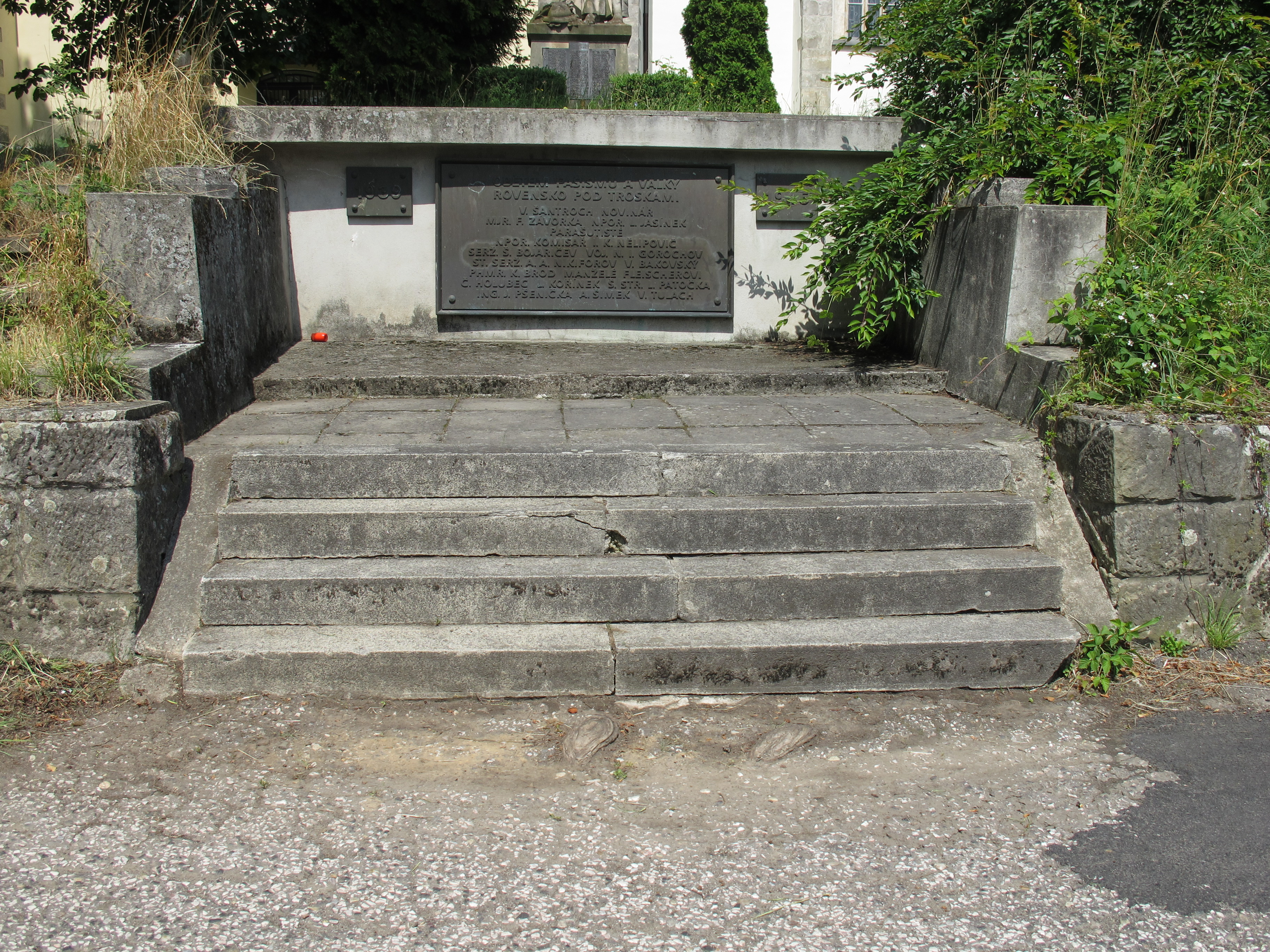
Pomník obětem fašismu a války v Rovensku pod Troskami
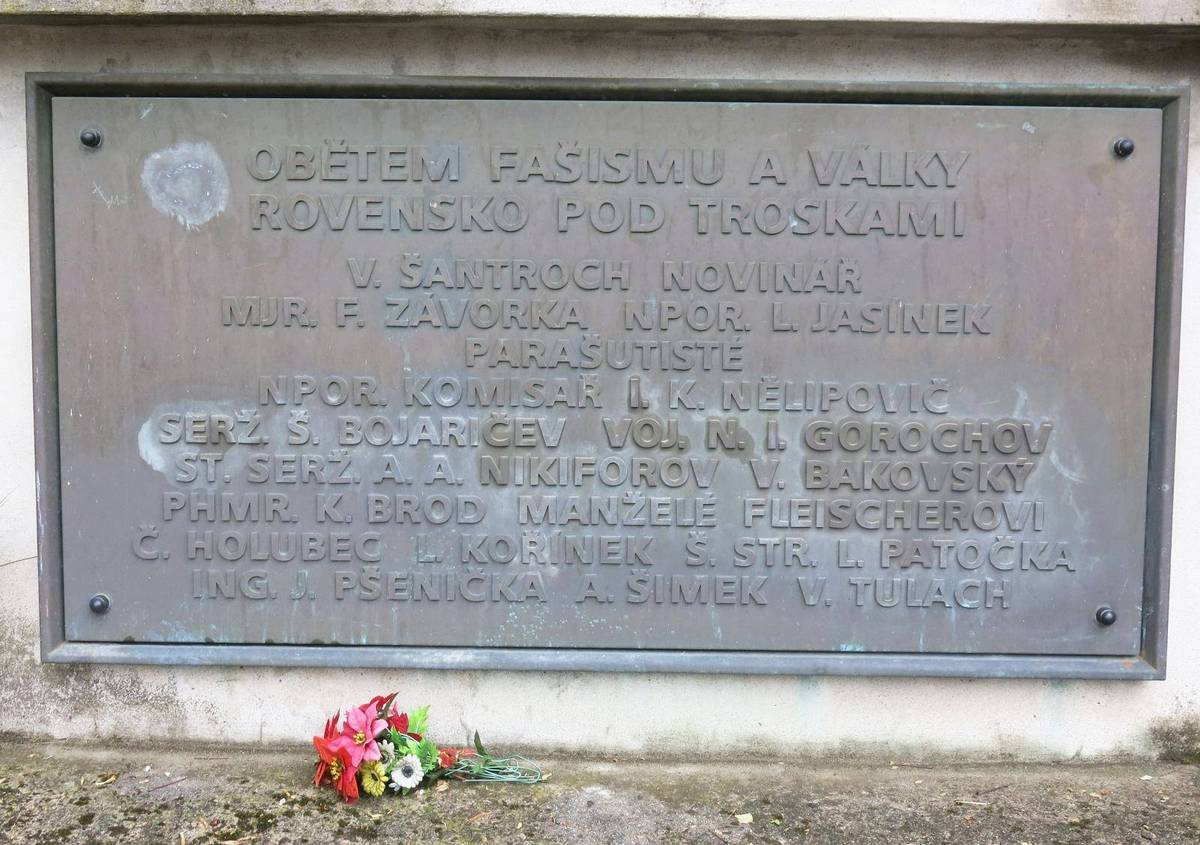
Detail desky na pomníku obětem fašismu a války v Rovensku pod Troskami
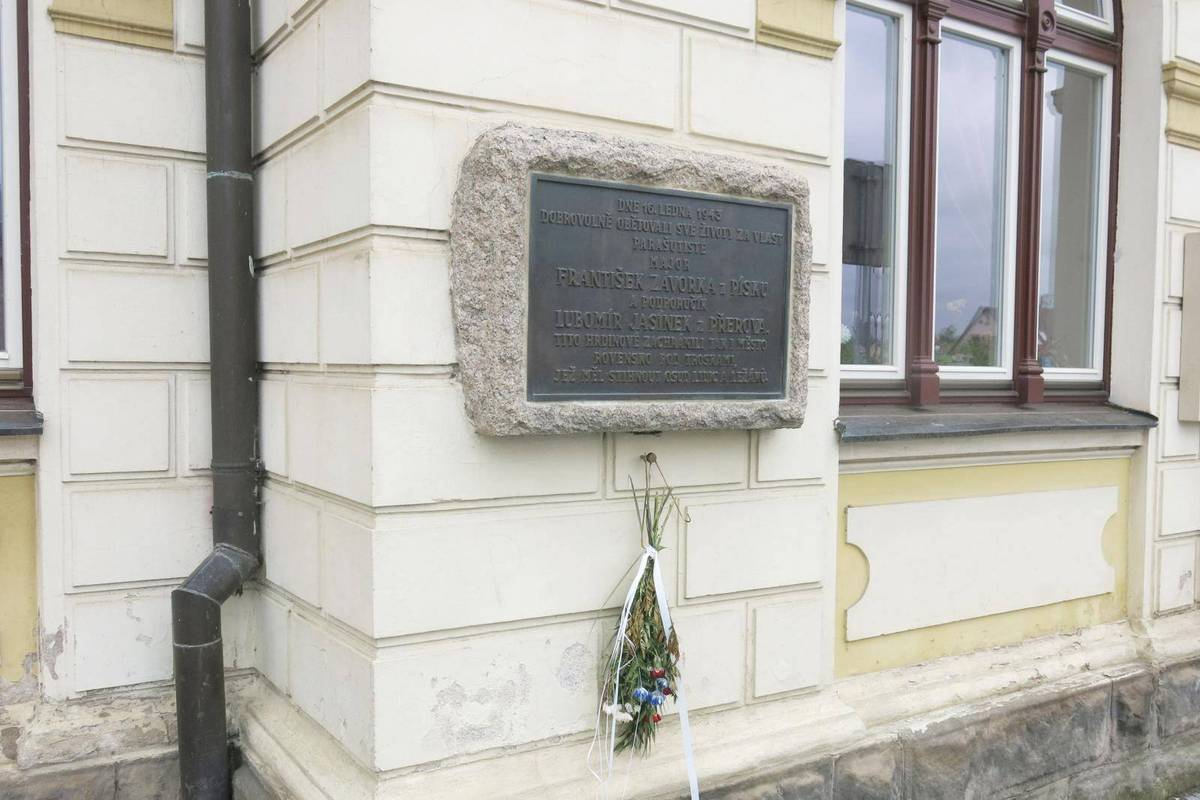
Pamětní deska na budově městského úřadu v Rovensku pod Troskami
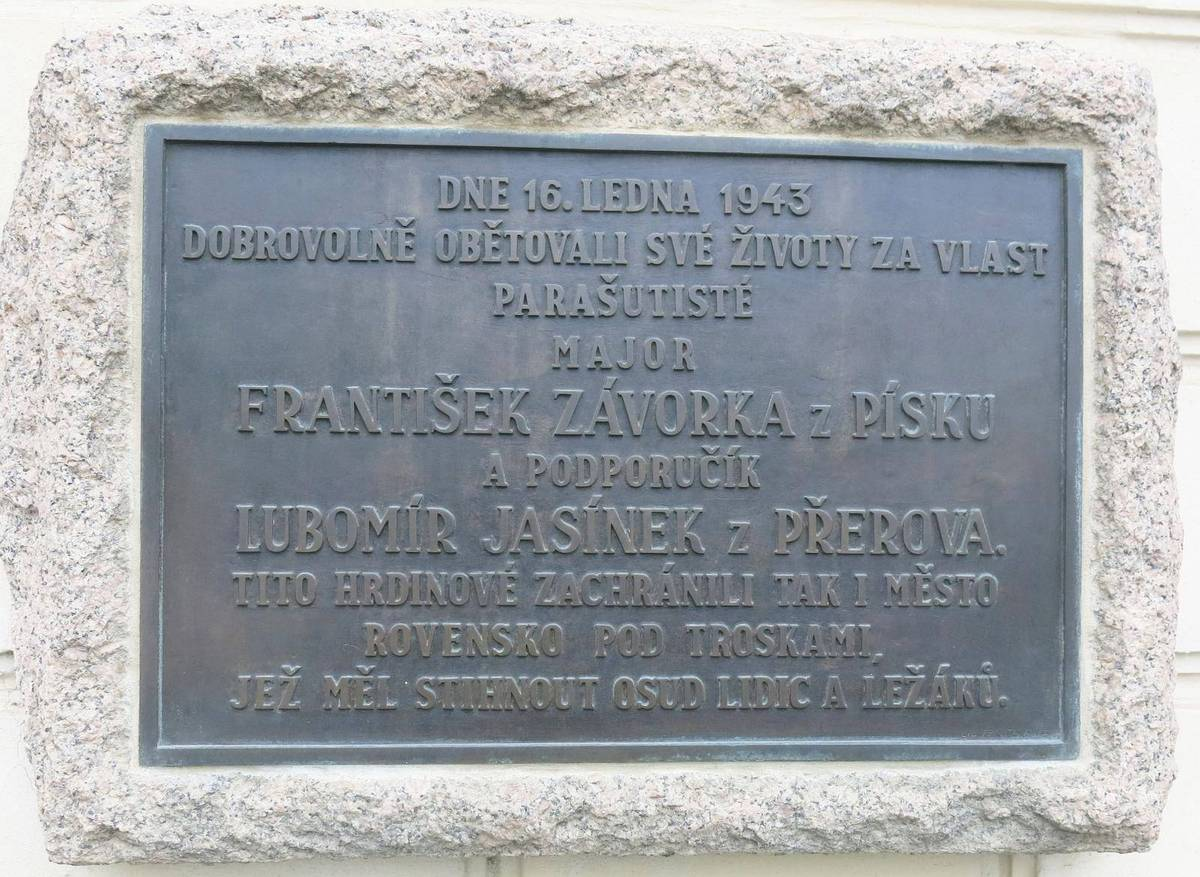
Detail pamětní desky na budově městského úřadu v Rovensku pod Troskami

## Vyznamenání
- 1943 –  Československý válečný kříž 1939
- 1944 –  Pamětní medaile československé armády v zahraničí se štítky Francie a Velká Británie
- 1945 –  Československý válečný kříž 1939